# بريد (فريق روك)
بريد (بالإنجليزية: Bread)‏ هو فريق أمريكي لموسيقى الروك الناعمة، من لوس أنجلوس، كاليفورنيا. كان لديهم 13 أغنية على قوائم البيلبورد Billboard Hot 100، بين عامي 1970 و 1977. فريق بريد هو واحد من أكثر فرق البوب شعبية في أوائل السبعينيات، وأصدر سلسلة من أغاني الروك الناعمة المصممة جيدًا، والتي كتبها عازف لوحة المفاتيح (الكيبورد) والمغني، والموسيقي، والمنتج ديفيد جيتس  الذي التقى عام 1968، بعازف الجيتار، والغني جيمس جريفين، الذي كان قد أصدر بالفعل ألبومًا منفردًا تحت عنوان «أجازة الصيف Summer Holiday»، وبدأ جريفين وجيتس إنتاج ألبوم جديد، وسرعان ما أصبح الأثنين فريقاً بإنضمام عازف الجيتار والمغني روب روير، ووقع الفريق عقداُ مع شركة الكترا للتسجيلات ليصبح أحد فرق البوب الأولى لعلامة شركة الكترا التجارية. أطلق الفريق على نفسه اسم «خبز Bread»، وأصدر ألبومه الأول تحت عنوان «بريد» في سبتمبر 1969 وبلغ ذروته حين صعد إلى المركز 127 على قائمة البيلبورد 200  على الرغم من أنه كان مليئًا بالأغاني ناعمة الألحان التي يصعب الوصول إليها والتي أصبحت الصوت المميز للفريق، إلا أن الألبوم لم يكن له أغانٍ فردية وصدر ألبومهم الثاني «على المياه  On the Waters» في يوليو 1970  وبلغ ذروته عندما صعد للمركز الثاني عشر في البيلبورد 200، ولكن قمة النجاح جاءت مع أغنية «أحياها معك Make It with You»، التي احتلت المركز الأول على قائمة الهوت بيلبورد، والجدير بالذكر انها كانت أغنيتهم الوحيدة التي صعدت لهذا المركز.

## أعضاء الفريق
ديفيد جيتس: (غناء وجيتار باس وجيتار ولوحة مفاتيح وكمان وفيولا وإيقاع)
جيمي جريفين (غناء وجيتار ولوحة مفاتيح وإيقاع)
روب روير (جيتار باس وجيتار وفلوت ولوحة مفاتيح وإيقاع) ومسجل ودعم غناء.
رون إدغار (الطبول للألبوم الأول فقط)
جيم جوردون (الطبول والبيانو للألبوم الأول فقط)
مايك بوتس (عازف الدرامز الدائم  منذ عام 1969)
لاري كنشتيل (محل روير في عام 1971، يعزف على لوحة المفاتيح والجيتار الجهير والجيتار والهارمونيكا)

## تفكك الفريق وعودته مرة ثانية
كان ديفيد جيتس من تولسا، أوكلاهوما، وفي أواخر الخمسينيات من القرن الماضي أصدر أغنية بعنوان «دمية حية Living Doll» مع شركة أتلانتيك ريكوردز. كان جيتس يعرف الموسيقي ليون راسل وكلاهما يلعبان في فرق البار حول منطقة تولسا. توجه كل من جيتس ورسل إلى كاليفورنيا للاطلاع على المشهد الموسيقي هناك. قبل تشكيل فرقة بريد لعب جيتس مع فرق آخرى، ولكن لم تكلل أعماله بالنجاح، بدأ النجاح وتوالت الألبومات الناجحة.
بحلول عام 1973، بدأ التعب من التسجيل والتجول المستمر على الرغم من نجاح الفرقة، وبدأت العلاقات الشخصية في التوتر، خاصة بين جيتس وجريفين، فقد كان جيتس يؤلف أكثر الأغاني التي تختارها شركة تسجيل الاسطونات لتكون الوجه الأول للاسطوانة، بينما توضع أغنية جريفين على الوجه الثاني (المهمل)، وفي مايو 1973 قرر جيتس حل الفريق.
عاد الفريق للعمل سويا في 1976 بعد أن عرضت شركة الكترا للتسجيلات اهتمامها بعملهم، ليصدر لهم في يناير 1977 «ضائع بدون حبك Lost Without Your Love».
بعد تفكك الفريق لمرة ثانية وذلك بعد سلسلة طويلة من الخلافات، عاد الفريق في عام 1996، بعد تسوية خلافاتهم، وقام جيتس وجريفين وبوتس وكنشتيل بلم شمل الفريق في جولة ناجحة «الذكرى السنوية الخامسة والعشرين للفريق» في الولايات المتحدة وجنوب إفريقيا وأوروبا وآسيا، هذه المرة، رافق المجموعة راندي فلاورز (جيتارات) وسكوت تشامبرز (باس)، وتم تمديد هذه الجولة إلى عام 1997، وهو آخر عام للفريق، حيث استمر بعد ذلك كل فرد في تسجيلاته المنفردة.

## وصلات خارجية
بريد (فريق روك) على موقع ميوزك برينز (الإنجليزية)
- بريد (فريق روك) على موقع أول ميوزيك (الإنجليزية)
- بريد (فريق روك) على موقع ديسكوغز (الإنجليزية)